# Liste von erhaltenen öffentlichen deutschen Kolonialbauten in Togo
Die Liste von erhaltenen öffentlichen deutschen Kolonialbauten in Togo behandelt noch erhaltene öffentliche Gebäude und andere öffentliche Bauwerke in dem heute den Staat Togo bildenden Teil der ehemaligen deutschen Kolonie Togo. Die zu Ghana gehörende Volta Region war von 1884 bis 1918 (faktisch bis 1914) ebenfalls Teil der Kolonie. Daher finden sich auch dort, u. a. in der Stadt Kpandu, noch Reste deutscher Kolonialarchitektur. Kurz nach dem Beginn des Ersten Weltkriegs wurde die deutsche Kolonie innerhalb weniger Wochen von einem britisch-französischen Expeditionskorps besetzt. Durch den Versailler Vertrag 1919 verlor Deutschland seine Kolonie endgültig und Französisch-Togo und Britisch-Togoland wurden Völkerbundmandate bzw. nach dem Zweiten Weltkrieg UN-Treuhandgebiete.
| Ort     | Bild | Name                                                    | Bauzeit   | Funktion                                                             | Aktuelle Nutzung                                             | Lage     |
| ------- | ---- | ------------------------------------------------------- | --------- | -------------------------------------------------------------------- | ------------------------------------------------------------ | -------- |
| Adjido  |      | Regierungsschule                                        | 1891      | Schule                                                               | Schule                                                       |          |
| Aného   |      | Postamt                                                 | 1887      | Postamt                                                              | Postamt                                                      |          |
| Kamina  |      | Funkstation                                             | 1911–1914 | Funkstation                                                          | ungenutzt; in Teilen erhalten                                | Standort |
| Kpalimé |      | Kathedrale des Heiligen Geistes                         | 1913–1914 | Katholisches Kirchengebäude                                          | Katholisches Kirchengebäude                                  | Standort |
| Kpalimé |      | Krankenhaus Kpalimé                                     | 1907      | Krankenhaus                                                          | Krankenstation                                               |          |
| Lomé    |      | Katholische Handwerksschule                             | 1897      | Handwerksschule                                                      | Sitz des Erzbistums Lomé                                     |          |
| Lomé    |      | Cathédrale du Sacré-Cœur de Lomé                        | 1901–1902 | Katholisches Kirchengebäude                                          | Katholisches Kirchengebäude                                  | Standort |
| Lomé    |      | Gouverneurspalast                                       | 1898–1905 | Gouverneurssitz                                                      | seit Mitte der 1990er Jahre ungenutzt                        |          |
| Lomé    |      | Distriktbüro                                            |           | Verwaltungsgebäude                                                   | ungenutzt                                                    |          |
| Lomé    |      | Landungsbrücke                                          | 1901–1904 | Seebrücke                                                            | ungenutzt (Ruine)                                            | Standort |
| Lomé    |      | Lokschuppen                                             |           | Lokschuppen                                                          | ungenutzt                                                    |          |
| Lomé    |      | Militär- und Verwaltungsstützpunkt Atakora-Gebirgskette | 1890er    | Verwaltungs- und Militärgebäude                                      | ungenutzt                                                    |          |
| Lomé    |      | Deutscher Friedhof                                      | 1893      | Friedhof                                                             | Friedhof                                                     |          |
| Lomé    |      | Fortbildungsschule                                      | 1911      | Berufsschule                                                         | Bürogebäude                                                  |          |
| Lomé    |      | Postamt                                                 | 1889      | Postamt                                                              | Sitz des Ministeriums für Menschenrechte                     |          |
| Lomé    |      | Christuskirche                                          | 1906–1907 | Evangelisches Kirchengebäude                                         | Kirchengebäude der Église Évangelique Presbytérienne du Togo |          |
| Lomé    |      | unbekanntes Bauwerk                                     | ?         |                                                                      | Justizministerium                                            |          |
| Sebbe   |      | Préfectures des Lacs und Museum Aného                   | 1888      | Residenz von Reichskommissar Jesko von Puttkamer, Verwaltungsgebäude | Verwaltungsgebäude, Museum                                   |          |
| Sebbe   |      | Nachtigal-Krankenhaus                                   | 1893      | Krankenhaus                                                          | Schule                                                       |          |
| Sebbe   |      | August-Wicke-Denkmal                                    | 1899      | Denkmal für August Wicke                                             | Denkmal                                                      |          |